# Onthophagus transvestitus
Onthophagus transvestitus là một loài bọ cánh cứng trong họ Bọ hung (Scarabaeidae).